# Huaynaputina
Der Vulkan Huaynaputina (Quechua für „Neuer Vulkan“) ist ein Stratovulkan in der Cordillera Volcánica in der Region Moquegua im Süden Perus. Infolge eines gigantischen Ausbruchs im Jahre 1600, bei dem der Gipfel des Vulkans vollständig explodierte, hat der Huaynaputina keine typische Kegelform mehr. Zurückgeblieben ist ein eher unspektakulärer Krater, dessen höchste Erhebung auf 4850 m liegt.

## Der Ausbruch vom 19. Februar 1600
Beim  Ausbruch des Huaynaputina wurden 30 km³ vulkanische Lockermassen (Tephra) freigesetzt, was der Stärke 6 auf dem internationalen Vulkanexplosivitätsindex entspricht. Damit erreichte er ein Fünftel der Stärke des Ausbruchs des Tambora 1815 in Indonesien.

### Regionale Effekte
Als der Huaynaputina explodierte, bildete sich zunächst eine gewaltige Plinianische Säule, welche mit 27–35 km Höhe bis weit in die Stratosphäre reichte. Ein dichter Ascheregen, der bis in den Monat März anhielt, sowie Erdbeben, welche den Ausbruch begleiteten, verursachten unermessliche Schäden in den größeren kolonialen Städten Arequipa und Moquegua. Nachdem die Plinianische Säule zusammengebrochen war, entwichen dem Vulkan pyroklastische Ströme, welche bis 13 km weit nach Osten und Südosten vordringen konnten. Ebenso zerstörerisch waren vulkanische Schlammströme, so genannte Lahare. Sie machten mehrere Dörfer dem Erdboden gleich und erreichten sogar die Pazifikküste, welche 120 km weit entfernt liegt.
Es wurde berichtet, dass Asche sogar in 250 bis 500 km Distanz zum Vulkan niederging, also in einer Gegend, die heute ganz Südperu, Westbolivien und Nordchile umfasst. Die regionale Landwirtschaft benötigte 150 Jahre, bis sie sich vollständig von diesem dramatischen Ereignis erholt hatte.

### Globale Effekte
Starke Vulkanausbrüche in den Tropen, die Material bis in die Stratosphäre schleudern, können – besonders in den hohen Breiten der Nordhemisphäre – zu einer Abkühlung führen, die länger als ein Jahrzehnt anhält. Geologische, dendrochronologische und sozio-ökonomische Untersuchungen zeigen, dass der Ausbruch des Huaynaputina auf der ganzen Welt zu einer signifikanten Abkühlung geführt hat. So gilt das Jahr 1601 als eines der kältesten während der Kleinen Eiszeit. Die Sommertemperaturen des Jahrzehnts 1600–1609 waren in Europa wahrscheinlich die niedrigsten der letzten zweitausend Jahre.
In Russland war der Sommer 1601 kalt und verregnet, das Korn verrottete auf den Feldern. Auch die folgenden Ernten waren schlecht. Die leibeigenen Bauern, die einen großen Teil ihrer Ernte für den Export abgeben mussten, waren schon vorher in ihrer Existenz bedroht gewesen. Hinzu kam, dass die Bevölkerung in den Jahren zuvor stark gewachsen war. Die Witterungskapriolen trafen also ein verwundbares Land; Ergebnis war die schwerste Hungersnot in der Geschichte Russlands, die 1601–1603 wütete und zum Sturz des Zaren Boris Godunow und zur Smuta beitrug, einer „Zeit der Wirren“ und großer sozialer Unruhe.
Historischen Quellen zufolge traten in Nordchina im Sommer und Herbst 1601 katastrophale Fröste auf, die die Ernte vernichteten und auch dort zu einer Hungersnot führten. In Südchina fiel im Juli Schnee, der Herbst war dort jedoch außergewöhnlich heiß. In Korea und China traten in der Folge Epidemien auf.
Für das Gebiet des Osmanischen Reiches sieht der US-amerikanische Historiker Sam White die kalten Winter, die dort auf den Ausbruch des Huaynaputina folgten, als einen der Faktoren, die zu den Celali-Aufständen der Zeit beitrugen.

### Historische Quellen

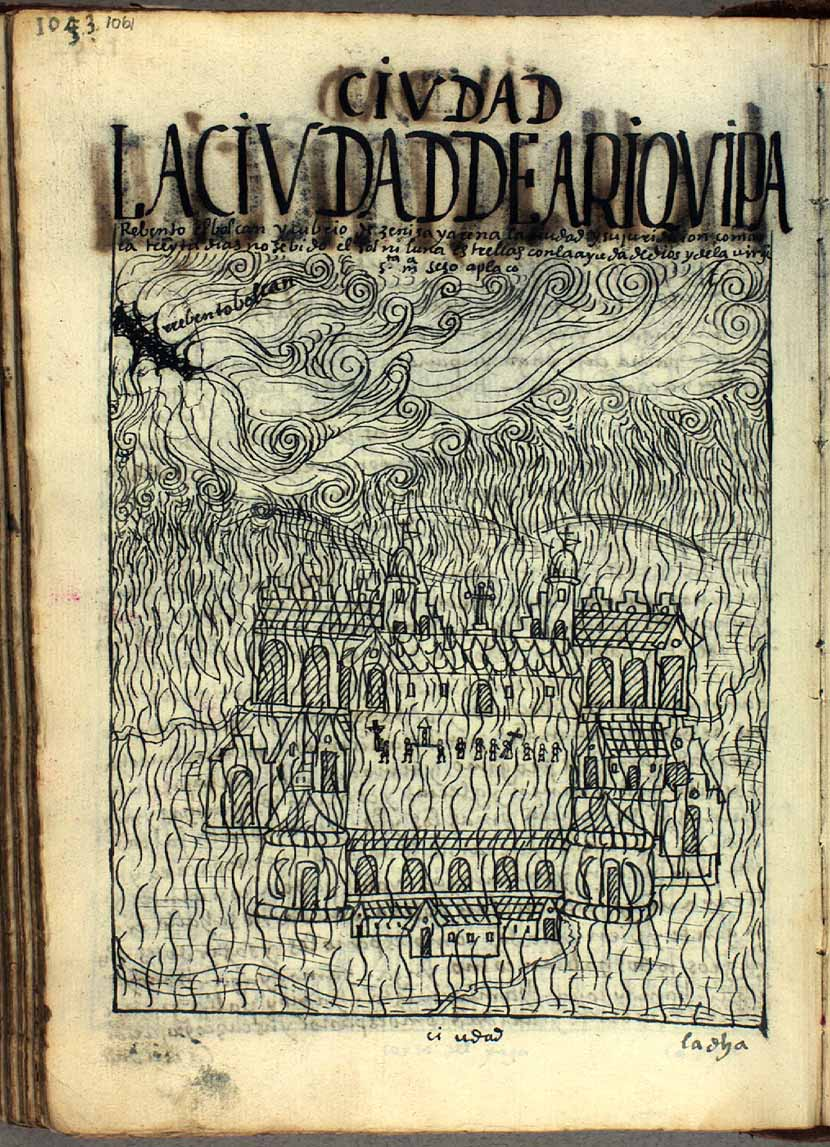
Die Stadt Arequipa unter Ascheregen (1600)

Der in Peru geborene, indigene Schriftsteller Felipe Guaman Poma de Ayala (* 1534 (?) † 1615) verfasste im Jahre 1615 sein berühmtes Manuskript El primer nueva Corónica y buen gobierno, in welchem auf zwei Seiten der Ausbruch des Vulkans Huaynaputina thematisiert wird.
Auf dem Blatt 1061 der Chronik ist die Stadt Arequipa abgebildet, welche von einem Ascheregen heimgesucht wird. Auf dem Hauptplatz der Stadt ist eine Prozession im Gang. Der Originaltext auf Spanisch lautet:

„LA CIVDAD DE ARIQVIPA: Rebentó el bolcán y cubrió de zeníza y arena la ciudad y su juridición, comarca; treynta días no se bido el sol ni luna, estrellas. Con la ayuda de Dios y de la uirgen Santa María sesó, aplacó.“

„Die Stadt Arequipa: Der Vulkan explodierte und bedeckte die Stadt und sein Verwaltungsgebiet mit Asche und Sand. Dreißig Tage lang konnte man weder Sonne, noch Mond, noch Sterne sehen. Mit der Hilfe Gottes und der Heiligen Jungfrau Maria hörte es auf, beruhigte sich.“

Auf dem Blatt 1062 wird im Text auch auf die Zerstörung eingegangen, welche der Vulkan bewirkt hatte: Viele Einwohner seien getötet, die Weinberge und die Saat vernichtet worden. Tiere und Vieh seien gestorben und alle Haciendas der umgebenden Täler seien zerstört worden.